# Anassibia (figlia di Biante)
Anassibia (in greco antico: Ἀναξίβια?, Anaxíbia) è un personaggio della mitologia greca, figlia di Biante ed Ifianassa. 

È conosciuta anche come Alfesibea.

## Mitologia
Nipote di Melampo, sposò Pelia re di Iolco, con il quale ebbe i figli Acasto, Ippotoe, Pisidice e Pelopia nonché tre figlie (note anche come Peliadi) Alcesti, Anfinome ed Evadne. 
Le Peliadi furono la causa della morte del padre in quanto Medea la compagna dell'eroe Giasone con l'inganno lo convinse di essere in grado di farlo diventare di nuovo giovane e fattolo addormentare, ordinò alle tre sorelle di farlo a pezzi e gettarlo le sue membra in un calderone. Queste obbedirono credendo che l'incantesimo funzionasse ma così non fu.
- Acasto pietosamente seppellì quei poveri resti e bandì Medea e Giasone dal regno di Iolco.
- Alcesti divenne la futura moglie del re di Fere Admeto.